# Cecylia normandzka
Cecylia (ur. ok. 1056; zm. 30 lipca 1126) – opatka w Caen od 1112.
Cecylia była córką Wilhelma Zdobywcy i Matyldy Flandryjskiej. W młodym wieku rodzice oddali ją do klasztoru św. Trójcy w Caen. 18 czerwca 1066 złożyła śluby zakonne. Jej nauczycielem był Arnulf Malecorne z Chocques, późniejszy łaciński patriarcha Jerozolimy. W 1112 Cecylia została opatką. Funkcję tę pełniła do śmierci.